# Segestriidae
Famille
Les Segestriidae sont une famille d'araignées aranéomorphes.

## Distribution

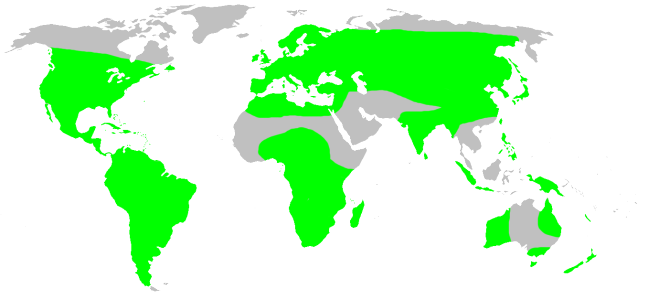
Distribution

Les espèces de cette famille se rencontrent sur presque toutes les terres sauf dans les pôles et certains déserts.

## Description
Ce sont des araignées au corps allongé. À la différence de la plupart des araignées, cette famille possède six yeux au lieu de huit. Les pattes III sont tenues parallèles aux I et II.

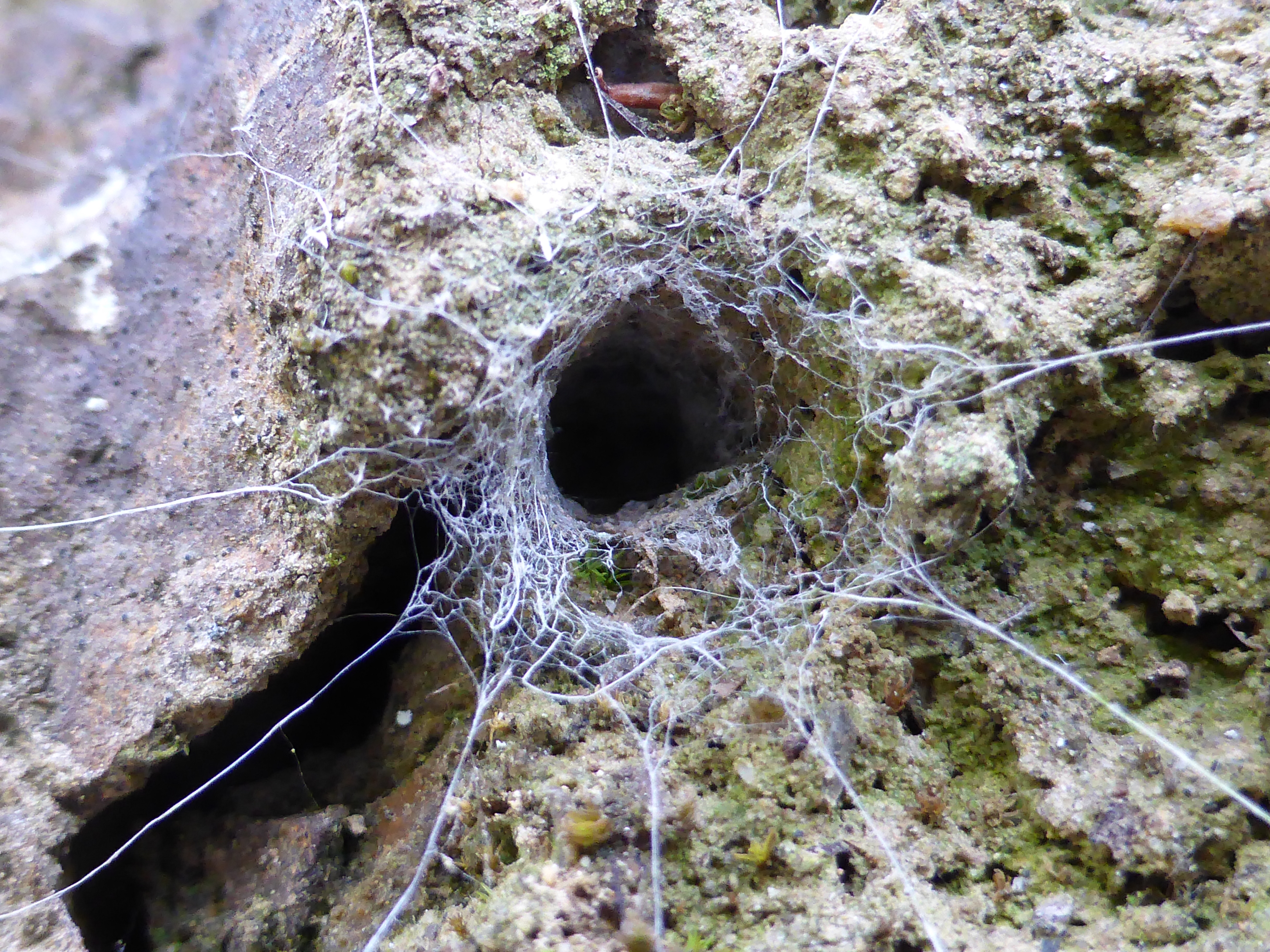
Toile de Segestria senoculata

Elles tissent, dans les fissures de rochers ou d'écorces, ou entre deux planches ou encore dans les trous de murs, des toiles tubulaires débouchant par une collerette de fils rayonnants caractéristiques.

## Paléontologie
Cette famille est connue depuis le Crétacé.

## Taxonomie
Cette famille rassemble 142 espèces actuelles dans cinq genres actuels.

## Liste des genres
Selon World Spider Catalog (version 22.0, 21/04/2021) :
- Ariadna Audouin, 1826
- Citharoceps Chamberlin, 1924
- Gippsicola Hogg, 1900
- Indoseges Siliwal, Das, Choudhury & Giroti, 2021
- Segestria Latreille, 1804

Selon World Spider Catalog (version 20.5, 2020) :
- † Denticulsegestria Wunderlich, 2015
- † Jordansegestria Wunderlich 2015
- † Jordariadna Wunderlich, 2015
- † Lebansegestria Wunderlich 2008
- † Microsegestria Wunderlich & Milki, 2004
- † Myansegestria Wunderlich, 2015
- † Palaeosegestria Penney, 2004
- † Parvosegestria Wunderlich, 2015
- † Vetsegestria Wunderlich, 2004

## Publication originale
- Simon, 1893 : Histoire naturelle des araignées. Paris, vol. 1, p. 257-488 (texte intégral).